# San Diego Clippers 1983-1984
La stagione 1983-84 dei San Diego Clippers fu la 14ª nella NBA per la franchigia.
I San Diego Clippers arrivarono sesti nella Pacific Division della Western Conference con un record di 30-52, non qualificandosi per i play-off.

## Roster
| N° | Naz.                   | Ruolo | Sportivo         | Anno | Alt. | Peso |
| -- | ---------------------- | ----- | ---------------- | ---- | ---- | ---- |
| 1  | Stati Uniti (bandiera) | G     | Billy McKinney   | 1955 | 183  | 77   |
| 7  | Stati Uniti (bandiera) | A     | Michael Brooks   | 1958 | 201  | 100  |
| 8  | Stati Uniti (bandiera) | AC    | Hank McDowell    | 1959 | 206  | 98   |
| 9  | Stati Uniti (bandiera) | GA    | Kevin Loder      | 1959 | 198  | 93   |
| 9  | Stati Uniti (bandiera) | GA    | Linton Townes    | 1959 | 201  | 86   |
| 10 | Stati Uniti (bandiera) | G     | Norm Nixon       | 1955 | 188  | 77   |
| 12 | Stati Uniti (bandiera) | A     | Rory White       | 1959 | 203  | 95   |
| 18 | Stati Uniti (bandiera) | GA    | Derek Smith      | 1961 | 198  | 93   |
| 20 | Stati Uniti (bandiera) | A     | Greg Kelser      | 1957 | 201  | 86   |
| 22 | Stati Uniti (bandiera) | A     | Hutch Jones      | 1959 | 203  | 86   |
| 24 | Stati Uniti (bandiera) | G     | Craig Hodges     | 1960 | 188  | 86   |
| 25 | Stati Uniti (bandiera) | GA    | Ricky Pierce     | 1959 | 193  | 93   |
| 32 | Stati Uniti (bandiera) | AC    | Bill Walton      | 1952 | 211  | 95   |
| 33 | Stati Uniti (bandiera) | AC    | Jerome Whitehead | 1956 | 208  | 100  |
| 34 | Stati Uniti (bandiera) | A     | Terry Cummings   | 1961 | 206  | 100  |
| 40 | Stati Uniti (bandiera) | C     | James Donaldson  | 1957 | 218  | 125  |

## Staff tecnico
- Allenatore: Jim Lynam
- Vice-allenatori: Don Casey, Don Chaney
- Preparatore atletico: Mike Shimensky